# Mixa (репер)
Михаило Вујић (Аранђеловац, 1993) познатији по уметничком имену Mixa, је српски репер и музичар. Делу јавности постао је познат 2011. године, након песме Моја жеља си ти коју је урадио са  Цвијом. У вези је са певачицом Еленом Китић.

## Дискографија

### Албуми
- Ако је ово крај (2022, Форс рекордс)[3]

### Синглови
- Хајде да летимо (2010) са ЈоПом и Растом
- Моја жеља си ти (2011) са Цвијом
- Сада знам (2014) са Белијем
- Милиони (2015) са Ла Мањане и Фоксом
- Армани (2016) са Томи Ганг
- Трошимо паре (2018) са Иваном Белошевцем
- Дуге ноћи (2018) са Иваном Белошевцем
- Сладолед (2019) са Брзо Трчи Љанми, Луд, Нумеро, Струка и Миха Мих
- Бројим (2019) са Нумеро и Струком
- Авиони (2020)
- Пун ко брод (2020) са Огњеном
- Требам те (ремикс) (2021) са Леом
- Неваљала (2022) са Виклер Скај
- Кокос и манго (2022) са Суреалом и Џименик
- Сцене (2023) са Еленом Китић
- Гоуст рајдер (2023) са Ненадом Вјештицом